# بارولو (بيدمونت)
بارولو هي بلدية (كوميون) في مقاطعة كونيو في منطقة بيدمونت الإيطالية، وتقع على بعد حوالي 50 كيلومتر (31 ميل) جنوب شرق تورينو وحوالي 40 كيلومتر (25 ميل) شمال شرق كونيو. اعتباراً من 30 أبريل 2009 كان عدد سكانها 750 نسمة ومساحتها 5.6 كيلومتر مربع (2.2 ميل2).
تقع بارولو على حدود البلديات التالية: كاستليوني فاليتو، لا مورا، مونفورتي دي ألبا، نارزولي، نوفيللو. تشتهر منطقة بارولو بإنتاج نبيذ شهير يعرف بنبيذ بارولو، ففيها مزارع الكروم والعديد من مصانع النبيذ مثل بوديري كولا.

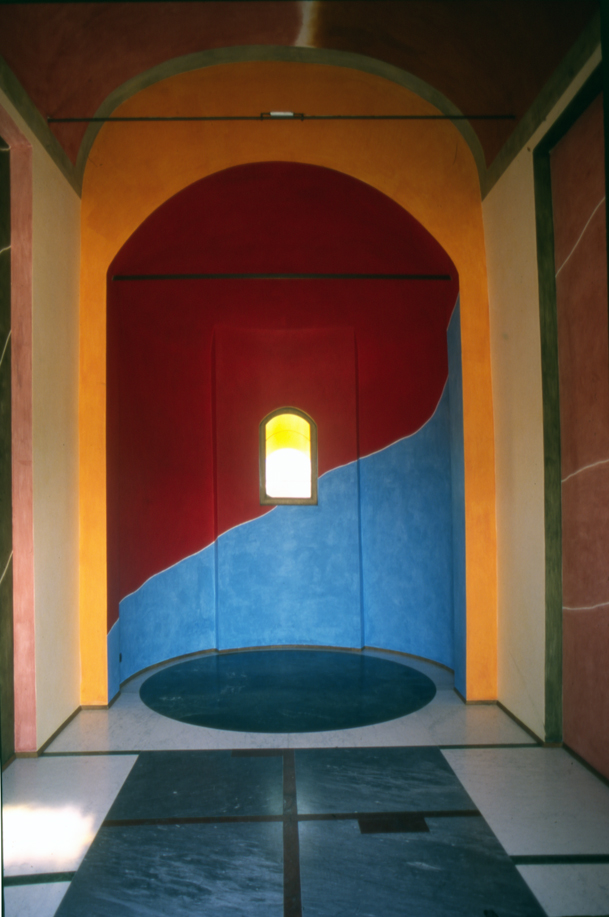
داخل مصلى بارولو

بارولو هي مهد مشروع الفن متعدد الألوان الذي أطلقة الفنان الأمريكي سول لويت والفنان الإنجليزي ديفيد تيرمليت في عام 1999 المعروف باسم «مصلى بارولو».

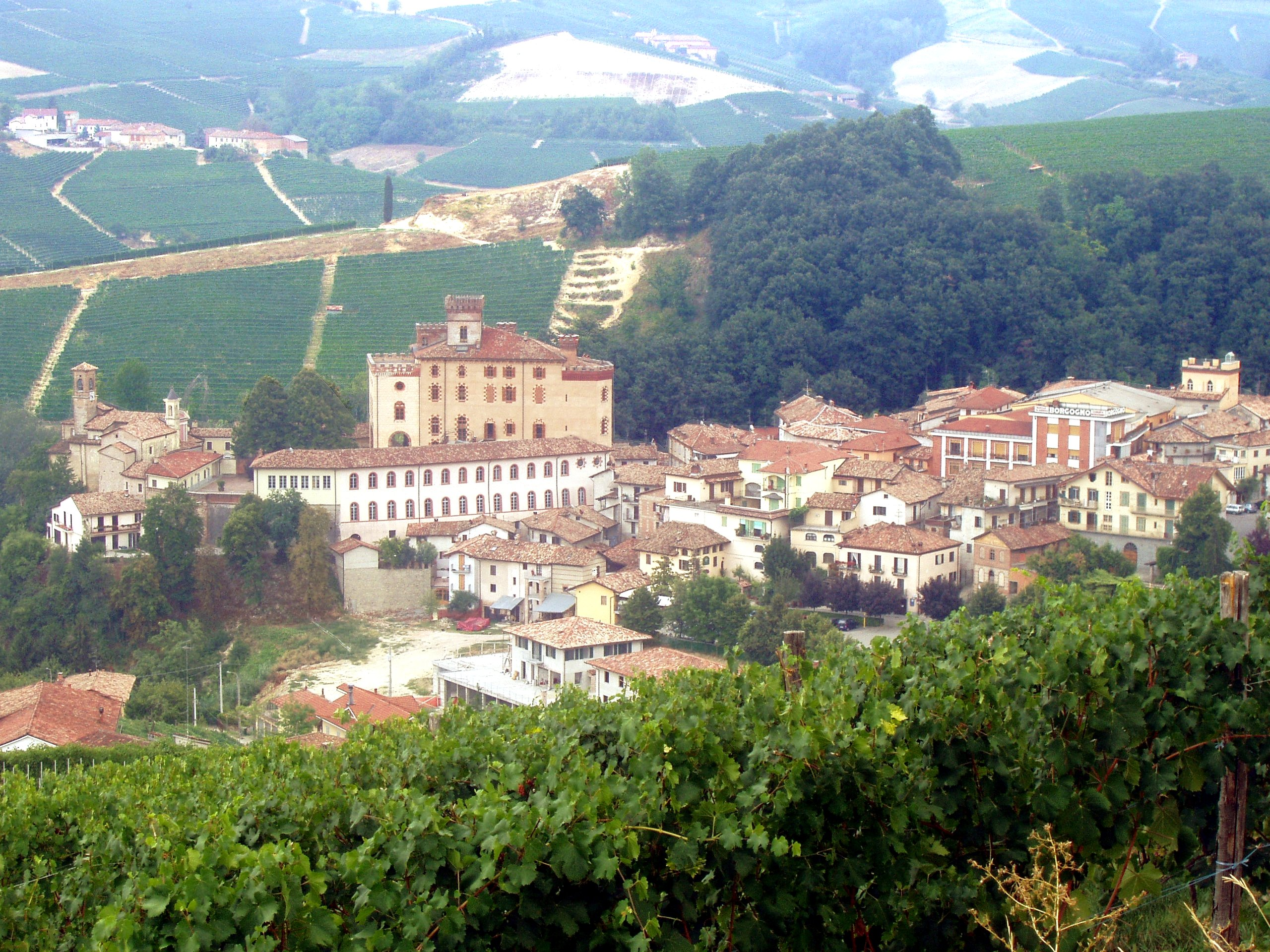
قرية وقلعة بارولو